# Syngonanthus robinsonii
Syngonanthus robinsonii är en gräsväxtart som beskrevs av Harold Norman Moldenke. Syngonanthus robinsonii ingår i släktet Syngonanthus och familjen Eriocaulaceae. Inga underarter finns listade i Catalogue of Life.